# Martin Kajzar
Martin Sigurður Kajzar (* 13. února 1985 Český Těšín) je český zpěvák, hudebník, pedagog, muzikolog a publicista. Profiluje se především v oblastech klasická hudba / metal / folklor.

## Dětství a mládí
Rodák z Českého Těšína od dětských let inklinoval k hudbě. Působil ve folklorních souborech Ostravička z Frýdku-Místku a Javorový z Třince. Na ZUŠ ve Frýdku-Místku absolvoval dva cykly hry na housle a violu. Již v dětství pravidelně vítězil v soutěžích ve zpěvu lidových písní Loutnička a v soutěži Zpěváček pořádané Folklorním sdružením ČR, kdy třikrát reprezentoval svůj kraj v celostátní přehlídce této soutěže ve Velkých Losinách.
Za studijních let na gymnáziu své obzory stran hudby rozšiřoval a začal působit v cimbálové muzice Friš, založil spolu s Tomášem Jochcem metalovou kapelu Carpatia, absolvoval sbormistrovské kurzy akreditované MŠMT, ale například taky navštěvoval hodiny populárního zpěvu u Eduarda Klezly na Ježkově konzervatoři a lekce hry na elektrickou kytaru u Daniela Virága.

## Umělecká činnost (artificiální)
Je absolventem studia operního zpěvu pro obor spinto tenor na Fakultě umění Ostravské univerzity v Ostravě ve třídě doc. Alexandra Vovka, ArtD. Doktorská studia z hudební teorie a pedagogiky absolvoval na Ostravské univerzitě (Ph.D.) a na Univerzitě Karlově v Praze (PhDr.). Vystupoval s Janáčkovou filharmonií Ostrava (it. dir. Nicola Giuliani), Filharmonií Bohuslava Martinů (dir. Stanislav Vavřínek) a Czech Ensemble Baroque (dir. Roman Válek). Účinkoval na festivalech Janáčkův máj, Janáčkovy Hukvaldy, Svatováclavský hudební festival (dir. Paolo Gatto), Štěrkovna Music Open Air, Colours of Ostrava, Noc plná hvězd ad. Vystupoval v Polsku (Galakoncert Operního festivalu Bydgoszcz, Galakoncert Opery Wroclawski etc.), ale i ve vzdálenějším zahraničí (Itálie, Island, Německo, Rakousko, Sardinie, Turecko, Portugalsko, Ukrajina). Byl stipendistou Bayreuther Festspiele pro rok 2016. Absolvoval řadu mistrovských kurzů u předních pedagogů a pěvců: prof. Claudia Visca – Universität für Musik und darstellende Kunst, Wien; Daniel Weeks – University of Louisville, USA; Karel Drgáč – operní režisér (mj. MET Opera New York); prof. Vlasta Hudecová – VŠMU, Bratislava; Siegfried Jerusalem, Dame Gwyneth Jones – obojí Bayreuther Festspiele ad.

### Z nastudovaných rolí
Jeník – Prodaná nevěsta (B. Smetana), Princ – Rusalka (A. Dvořák), Rinuccio – Gianni Schicchi (G. Puccini), Bartolo, Antonio – Le nozze di Figaro (W. A. Mozart), Sykoš – Veselohra na mostě, Loupežník – Hlas lesa (obojí B. Martinů). Písňové cykly: F. Schubert, J. Turina, A. Dvořák aj. Duchovní hudba: A. Dvořák – Mše D-Dur (Lužanská), J. J. Ryba – Česká mše vánoční, F. Mendelssohn-Bartholdy – Psalm 42 ad.

## Umělecká činnost (nonartificiální)
Jako interpret se podílel na vydání více než dvou desítek hudebních CD nosičů z oblasti folklorní, klasické a rockové hudby. Je zpěvákem a violistou Cimbálové muziky Friš. S death/black/doom metalovou kapelou Carpatia jako zpěvák a kytarista natočil dvě desky (viz Spotify). S albem Demonic (2003) uskupení v časopisu Spark vyhrálo anketu „Objev roku“. Rovněž se jako host pěvecky podílel na natočení alba metalové ikony Root (Casilda, 2006) po boku Jiřího Valtera „Big Bosse“. V roce 2021 pod svým pseudonymem Yago natočil autorskou skladbu Legendy Baníku včetně videoklipu (Youtube, Spotify), která reflektuje nejvýznamnější osobnosti klubu FC Baník Ostrava. Na písni se hudebně podíleli také Jaroslav Bartoň (Citron, Kreyson, Limetall), Veronika Mrázová, Tomáš Jochec, René Gockert a Jiří Zabystrzan.

## Diskografie
- Yago – Legendy Baníku (EP, Bomb Jack studio Hranice, 2021)[4][5]
- Lucie a Martin Kajzarovi – Než zapadne sluníčko (Český rozhlas Ostrava, 2020)[6]
- MHF Musica Pura – Koncert OCO (Český rozhlas Ostrava, 2018)
- CM Friš a Spevácka skupina Rosa – Lubosť (SR Prešov, 2017)
- MHF Musica Pura – Koncert OCO (Český rozhlas Ostrava, 2017)
- CM Porubáš – Pod našima humnama (Stylton, 2017)
- MHF Musica Pura – Koncert OCO (Český rozhlas Ostrava, 2016)
- CM Friš – Friš a hosté (Český rozhlas Ostrava, 2015)
- MHF Musica Pura – Koncert OCO (Český rozhlas Ostrava, 2015)
- CM Friš – Friš patnáctiletý (DVD live, 2014)
- CM Friš – Friš patnáctiletý (Český rozhlas Ostrava, 2014)
- CM Friš a CM Technik – Podle mojigo okjynečka (Český rozhlas Ostrava, 2012)
- Marta Gerlíková –…a kdo máš čas (TdB records, 2011)
- CM Friš – Ej, ani som nemysleu (Český rozhlas Ostrava, 2006)
- Root – Casilda (Studio Shark, 2006)
- Carpatia – Infant Brutality (Blue studio Třinec, 2006)[2][7]
- CM Javorový – Ej, pujmy, juž pujmy (Český rozhlas Ostrava, 2003)
- Carpatia – Demonic (Blue studio Třinec, 2003)[3]
- CM Javorový – Sedm divů Slezska (Český rozhlas Ostrava, 2001)
- CM Friš – ExFiFOUni (Český rozhlas Ostrava, 2001)
- CM Friš – Live (Janáčkova konzervatoř Ostrava, 2000)
- FS Ostravička – Ta frýdecká brána (Český rozhlas Ostrava, 1998)

## Ocenění
- 2019 – Cena rektora Ostravské univerzity za mimořádnou vědecko-výzkumnou činnost akademických pracovníků do 35 let[8]
- 2016 – Stipendium Bayreuther Festspiele 2016, Richard Wagner Verband International, Katharina Wagner[9]

## Odborné zaměření
- Pěvecká interpretace
- Metodika a didaktika sólového zpěvu
- Dějiny opery (se zaměřením na německou operu)
- Dějiny divadla
- Hudební kritika

## Pedagogická činnost
Přednáší na katedře teorie a dějin umění Fakulty umění a na katedře hudební výchovy Pedagogické fakulty Ostravské univerzity, kde se věnuje disciplínám jako dějiny hudby, sluchová analýza, intonace, úpravy písní a především pěvecká interpretace. Na katedře sólového zpěvu Fakulty umění Ostravské univerzity vyučuje dějiny divadla a dějiny opery. Pěvecké masterclass vedl v Rusku, na Slovensku, ale i na vzdáleném Islandu. Na ZUŠ Ostrava-Poruba učí sólový zpěv, vede operní studio pro děti a dětskou cimbálovou muziku. V rámci pedagogické činnosti a didaktické aktivity spolu s manželkou Lucií Kajzarovou vydali v roce 2021 ilustrovaný autorský zpěvník s CD s názvem Než zapadne sluníčko (ilustrovala Eva Nytrová, spolu s autory a dětmi CD nazpívaly také Dagmar Pecková a Hana Fialová). Zpěvník byl rovněž recenzován osobnostmi se specializací na pedagogiku, hudební teorii a soudobou kompozici.
| „                                                             | Je patrné, že se autoři (oba učitelé hudby) důkladně zamýšleli nad melodicko-rytmickou stránkou písní z hudebně-pedagogického hlediska […]. To, že Lucie a Martin Kajzarovi uvažují v intencích posilování intonačních a sluchových schopností a dovedností dětí, dokumentuje např. píseň Čarodějnice, v jejímž nápěvu se objevuje disonantní interval zmenšené kvinty, v řadě písní pak nalezneme hojný výskyt zmenšeného kvintakordu (jak v nápěvu, tak v harmonickém podkladu) nebo chromatických postupů (obojí např. v písni Opuštěný jelen) […]. Ocenit lze i kompoziční invenci, díky níž autoři např. při melodizaci známého dětského říkadla (Vločka) překračují typizovaný rámec, a tak hudebně povyšují původní formu (zejména v úvodní části) na poetickou píseň […]. Publikace na první pohled zaujme zdařilými ilustracemi Evy Nytrové, které mj. velmi vkusnou formou propojují a posilují celistvost typografických částí notových a výlučně textových […]. Přiložené CD se studiovými nahrávkami písní (nutno podtrhnout též výbornou úroveň pěveckých dovedností dětských interpretů) navozují v posluchačích příjemnou náladu a touhu se nové písničky naučit a zazpívat si je. A to je jistě pro autory zpěvníku tou nejlepší vizitkou. | “ |
| — PhDr. Petra Bělohlávková, Ph.D. (Univerzita Karlova, Praha) | |   |

| „                                                                 | Autorská (a manželská) dvojice Lucie a Martin Kajzarovi prokázala, že vedle svých odborných hudebních a hudebněpedagogických znalostí a zkušeností disponuje rovněž velkým tvůrčím potenciálem [...]. Jejich písně jsou komponovány v souladu se současnými trendy moderní populární hudby [...]. Publikace je opatřena půvabnými, vtipnými a dětem blízkými ilustracemi Evy Nytrové, což umocňuje přitažlivost knihy [...]. Soubor písní je pestrý, autoři se zaměřili na nejrůznější témata, která jsou blízká prožitkům a vnímání současných dětí, reflektují jejich potřeby a zájmy [...]. Písně mají estetickou i etickou hodnotu, jejich hudební charakter souzní s písňovým obsahem. Texty jsou svěží, vtipné, podporují dětskou fantazii, přemýšlení, kreativitu. Rovněž hudební stránka písní obsahuje různorodé výrazové aspekty hudební řeči. V melodice je uplatněno nejen dur-mollové cítění, ale také pentatonika či prvky modality [...]. Autoři zpěvníku vycházejí z činnostního pojetí hudební výchovy, ve výuce mohou být se zpěvem písní uplatněny nejrůznější aktivity, např. instrumentální, rytmicko-pohybové, taneční, dramatizační a další [...]. Je dobře, že publikace obsahuje písně, které vykazují různé nároky na hudební dovednosti dětí; ostatně učitelé si mohou vybrat píseň podle schopností a potřeb svých žáků. [...] Na nahrávkách se podílely kromě žáků Operního studia Bystrouška při ZUŠ Ostrava-Poruba také renomované pěvkyně Dagmar Pecková a Hana Fialová. | “ |
| — doc. PhDr. Judita Kučerová, Ph.D. (Masarykova univerzita, Brno) | |   |

## Badatelská a publikační činnost
V badatelské činnosti se věnuje hudebně-historickým tématům spojeným s německou operou, osobností Richarda Wagnera a oblastí pěvecké interpretace a estetiky. Píše kritiky na operní představení pro renomovaná hudební periodika (Časopis Harmonie, Opera plus, Spark). Jako konzultant spolupracuje se Stanislavského divadlem v Moskvě. Je autorem pramenné monografie o významném českém operním pěvci: První wagnerovský tenor Josef Ticháček (1807–1886), za kterou v roce 2019 obdržel Cenu rektora Ostravské univerzity za mimořádnou vědecko-výzkumnou činnost akademických pracovníků do 35 let. Kniha byla recenzována významnými osobnostmi muzikologie a hudební teorie.
| „                                                                 | Autor svou heuristickou prací výrazně posunul dosavadní znalosti o světovém fenoménu Ticháček na základě nově objevených pramenů z oblasti korespondence, novinových a časopiseckých zpráv a z pozůstalosti Wagnerových potomků. Kniha se nesporně stane základním titulem domácí i zahraniční bibliografie wagnerovské interpretace. | “ |
| — prof. PhDr. Stanislav Bohadlo, CSc. (Univerzita Hradec Králové) | |   |

| „                                                               | Již údaje o pěvcově umělecké činnosti představují cenný vklad do hudebně historických poznatků, v předložené monografii jsou však doplněny hledisky hodnotícími. Jejich získání představuje další pozoruhodnou složku publikace, jež tak před čtenářem rozkrývá podstatu významu, jímž se Ticháček zapsal doslova do mezinárodních kulturních dějin. Přitom by však tento význam, nebýt předloženého textu, zůstal širší veřejnosti zájemců skryt a rozptýlen do dílčích zdrojů, které by samy o sobě nemohly podat takový obraz osobnosti, jako tomu je právě v Kajzarově monografii. | “ |
| — prof. PaedDr. Michal Nedělka, Dr. (Univerzita Karlova, Praha) | |   |

| „                                                               | Přečetl jsem monografii Martina Kajzara doslova jedním dechem a s velkým napětím a zaujetím. Je to kniha, která plně vyhovuje i nejnáročnějšímu badateli a současně zaujme čtenáře, který nevyhledává jen analyticky opřené soudy, ale často i příběh…A toho všeho se zde v plné míře dostává. | “ |
| — prof. PhDr. Miloš Štědroň, CSc. (Masarykova univerzita, Brno) | |   |

Spolu s muzikologem Viktorem Velkem natočili pro Český rozhlas Vltava v sekci Akademie autorský pořad o Josefu Ticháčkovi, v němž účinkoval například Norbert Lichý.

## Členství v profesních organizacích
Jako člen odborné poroty je účasten řady mezinárodních soutěží (Itálie, Izrael, Lotyšsko, Severní Makedonie, Malta, Polsko, Rusko, Ukrajina a další) i soutěží MŠMT. Je členem odborné poroty v soutěžích Ceny Anděl a Ceny Jantar.

## Produkční činnost
Je uměleckým a výkonným ředitelem Mezinárodního festivalu slovanské hudby.

### Mezinárodní festival slovanské hudby (MFSH)
MFSH se koná zpravidla v listopadu na území Moravskoslezského kraje a bývá zaměřen na tematické celky a konceptuální programy, kterými se snaží oslovit obyvatele dominantní metropole Ostravy, širšího okolí Moravskoslezského kraje i zahraniční publikum. Festival obsahem cílí na posluchače a diváky se snahou nabídnout prvotřídní koncerty umělců světové úrovně. Hlavním cílem je propagovat artificiální umění a hudbu slovanských skladatelů či umělců a prohlubovat tak kulturní vztahy mezi národy.

#### Zahraniční účinkující
- Kovcheg – pravoslavný sextet z Petrohradu
- Frank van Aken – holandský wagnerovský tenorista, sólista MET opery v New Yorku i milánské La Scaly, bayreuthský Tannhäuser
- Dalibor Karvay – slovenský houslový virtuóz, koncertní mistr Wiener Symphoniker
- Nicola Proksch– rakouská koloraturní sopranistka, sólistka Staatsoper Berlin
- Wiesław Ochman – legendární polský tenorista, pravidelný sólista světových operních scén
- Patricia Janečková – okouzlující slovenská sopranistka
- Artyem Garnov – barytonista, držitel Ceny ruské akademie za roli Jochanaana v Straussově Salome, sólista přední moskevské scény Bolshoi Theater

#### Tuzemští účinkující
- Janáčkova filharmonie Ostrava – renomované české orchestrální těleso
- Schola Gregoriana Pragensis – vokální soubor pod vedením prof. Davida Ebena
- Ensemble Versus – vokální soubor se specializací na alte musik vedený muzikologem Vladimírem Maňasem
- Capella Ornamentata – instrumentální soubor hrající na dobové nástroje
- Robert Jindra – úspěšný dirigent, 1. Kapellmeister v Aalto- Musiktheater und Filharmonie Essen
- Dagmar Pecková – mezzosopranistka světového významu a pódií
- Richard Novák – legendární český bas
- Miroslav Sekera – prvotřídní český klavírista
- Norbert Lichý – vyhledávaný český herec

#### Úspěšné konceptuální programy
- Jubilea a výročí: Milan Kundera devadesátiletý; Brundibár a Dopisy z Terezína
- Pěvecké legendy: Josef Alois Ticháček – wagnerovský tenor z Čech[32]
- Skladatelské legendy: Bohuslav Martinů a Leoš Janáček; Výjimečná žena Vítězslava Kaprálová
- Závěrečný koncert: Handlova mše Super Undique flammatis; České země uprostřed Evropy

#### Mezinárodní interpretační soutěž slovanské hudby
Tradiční klání dětí a mládeže hodnocené odbornou mezinárodní porotou, obohacené o masterclass. Soutěže se účastní porotci, studenti a žáci z 15 zemí (Chile, Itálie, Izrael, Lotyšsko, Makedonie, Polsko, Rusko, Slovensko, Ukrajina ad.). Vyvrcholením soutěže je Koncert mladých sólistů, kde se prezentují nejvýraznější umělci a vítězové soutěže.

#### Napsali o festivalu
- http://www.kapralova.org/JOURNAL.htm - Volume XVII, Issue 1 (Spring 2019)
- https://alive.osu.cz/archiv/mezinarodni-festival-slovanske-hudby-slavnostne-zavrsil-druhy-rocnik/ (22.11.2018)
- https://www.ostravan.cz/53235/norbert-lichy-alexandr-stary-sbor-permonik-a-dalsi-umelci-vzdali-hold-obetem-z-koncentracnich-taboru/ (14.11.2018)
- https://www.fzo.cz/3633/hudebni-vzpominka-na-terezinske-skladatele/ (26.10.2018)

### Rozhovory
- https://ostrava.rozhlas.cz/hudba-slovenske-koreny-horalska-muzika-banik-a-deti-setkani-s-muzikologem-8583586 (20.9.2021)
- https://www.klasikaplus.cz/rozhovor-2/item/2360-martin-kajzar-slovansti-autori-maji-v-ostrave-priznivce (26.10.2019)
- https://www.mujrozhlas.cz/koktejl/mezinarodni-festival-slovanske-hudby (1.11.2018)
- https://www.ostravan.cz/52741/je-dulezite-nestydet-se-za-svuj-puvod-rika-martin-kajzar-pred-mezinarodnim-hudebnim-festivalem-slovanske-hudby/ (31.10.2018)
- https://www.ostravan.cz/43428/jsem-patriot-i-kdyz-vzdy-nejsem-na-cechy-pysny-rika-zakladatel-mezinarodniho-festivalu-slovanske-hudby-martin-kajzar/ (10.10.2017)